# Swartzieae
Swartzieae es una tribu de plantas  perteneciente a la subfamilia Faboideae dentro de la familia Fabaceae.

## Géneros
- Aldina - Amburana - Ateleia - Baphiopsis - Bobgunnia - Bocoa - Candolleodendron - Cordyla - Cyathostegia - Dupuya - Exostyles - Harleyodendron - Holocalyx - Lecointea - Mildbraediodendron - Swartzia - Zollernia

Según APWebsite:
- Aldina, Amburana, Ateleia, Baphiopsis, Bobgunnia, Bocoa, Cordyla, Cyathostegia, Exostyles, Harleyodendron, Holocalyx, Lecointea, Mildbraediodendron, Swartzia, Trischidium, Zollernia